# Y Ninh (huyện)
Y Ninh (tiếng Trung: 伊宁县; bính âm: Yīníng Xiàn, Uyghur:  غۇلجا ناھىيىسى ‎, ULY:  Ƣulja Nah̡iyisi , UPNY:  Ghulja Nahiyisi?) là một huyện của Châu tự trị dân tộc Kazakh - Ili (Y Lê), khu tự trị Tân Cương, Trung Quốc. Huyện lị là trấn Cát Lý Vu Tư (吉里于孜). Huyện Y Lê và thành phố Y Lê lân cận là hai đơn vị hành chính độc lập. Năm 2004, một phần diện tích của huyện (100.45 km ²) được chuyển cho thành phố Y Ninh. Thành phố được tách ra khỏi huyện từ năm 1952.

## Hành chính

### Trấn
- Cát Lý Vu Tư (吉里于孜镇)
- Đôn Ma Trát (墩麻扎镇)

### Hương
| - Hồ Địa Á Vu Tư (胡地亚于孜乡) - Thổ Lỗ Phiên Vu Tư (吐鲁番于孜乡) - Khách Lạp Á Dát Kỳ (喀拉亚尕奇乡) - A Nhiệt Ngô Tư Đường (阿热吾斯塘乡) - Anh Tháp Mộc (英塔木乡) | - Ba Y Thác Hải (巴依托海乡) - Duy Ngô Nhĩ Ngọc Kỳ Ôn (维吾尔玉其温乡) - Tát Mộc Vu Tư (萨木于孜乡) - Khách Thập (喀什乡) - Ma Trát (麻扎乡) | - Ôn Á Nhĩ (温亚尔乡) - A Ô Lợi Á (阿乌利亚乡) - Khúc Lỗ Hải (曲鲁海乡) - Vũ Công (武功乡) - Tát Địa Khắc Vu Tư (萨地克于孜乡) |

### Hương dân tộc
- Hương dân tộc hồi- Du Quần Ông (愉群翁回族乡)

## Khí hậu
| Dữ liệu khí hậu của huyện Y Ninh        | Dữ liệu khí hậu của huyện Y Ninh | Dữ liệu khí hậu của huyện Y Ninh | Dữ liệu khí hậu của huyện Y Ninh | Dữ liệu khí hậu của huyện Y Ninh | Dữ liệu khí hậu của huyện Y Ninh | Dữ liệu khí hậu của huyện Y Ninh | Dữ liệu khí hậu của huyện Y Ninh | Dữ liệu khí hậu của huyện Y Ninh | Dữ liệu khí hậu của huyện Y Ninh | Dữ liệu khí hậu của huyện Y Ninh | Dữ liệu khí hậu của huyện Y Ninh | Dữ liệu khí hậu của huyện Y Ninh | Dữ liệu khí hậu của huyện Y Ninh |
| Tháng                                   | 1                                | 2                                | 3                                | 4                                | 5                                | 6                                | 7                                | 8                                | 9                                | 10                               | 11                               | 12                               | Năm                              |
| --------------------------------------- | -------------------------------- | -------------------------------- | -------------------------------- | -------------------------------- | -------------------------------- | -------------------------------- | -------------------------------- | -------------------------------- | -------------------------------- | -------------------------------- | -------------------------------- | -------------------------------- | -------------------------------- |
| Trung bình ngày tối đa °C (°F)          | −0.5 (31.1)                      | 1.7 (35.1)                       | 10.0 (50.0)                      | 19.6 (67.3)                      | 24.1 (75.4)                      | 28.1 (82.6)                      | 30.3 (86.5)                      | 29.9 (85.8)                      | 25.4 (77.7)                      | 17.5 (63.5)                      | 8.9 (48.0)                       | 1.7 (35.1)                       | 16.4 (61.5)                      |
| Tối thiểu trung bình ngày °C (°F)       | −10.0 (14.0)                     | −7.6 (18.3)                      | −0.3 (31.5)                      | 6.7 (44.1)                       | 11.2 (52.2)                      | 14.9 (58.8)                      | 16.6 (61.9)                      | 15.4 (59.7)                      | 10.9 (51.6)                      | 4.6 (40.3)                       | −1.0 (30.2)                      | −7.2 (19.0)                      | 4.5 (40.1)                       |
| Lượng Giáng thủy trung bình mm (inches) | 23.9 (0.94)                      | 24.8 (0.98)                      | 29.6 (1.17)                      | 38.8 (1.53)                      | 38.1 (1.50)                      | 33.7 (1.33)                      | 30.7 (1.21)                      | 19.7 (0.78)                      | 18.2 (0.72)                      | 36.1 (1.42)                      | 38.3 (1.51)                      | 30.6 (1.20)                      | 362.5 (14.29)                    |
| Nguồn: CMA                              |                                  |                                  |                                  |                                  |                                  |                                  |                                  |                                  |                                  |                                  |                                  |                                  |                                  |